# Joshua Tarling
Joshua Tarling (ur. 15 lutego 2004 w Aberaeron) – brytyjski kolarz szosowy i torowy.

## Osiągnięcia

### Kolarstwo szosowe
Opracowano na podstawie:

2021
- 3. miejsce w Grand Prix Bob Jungels
- 2. miejsce w mistrzostwach świata juniorów (jazda ind. na czas)
- 2. miejsce w SPIE Internationale Juniorendriedaagse
  - 1. miejsce na etapie 2a

2022
- 1. miejsce w Tour de Gironde
  - 1. miejsce na etapie 1a
- 1. miejsce w klasyfikacji górskiej Trophée Centre Morbihan
  - 1. miejsce na etapie 2a
- 1. miejsce na etapie 3a Saarland Trofeo
- 1. miejsce w mistrzostwach świata juniorów (jazda ind. na czas)

2023
- 1. miejsce w mistrzostwach Wielkiej Brytanii (jazda ind. na czas)
- 2. miejsce w Tour de Wallonie
  - 1. miejsce w klasyfikacji młodzieżowej
- 3. miejsce w mistrzostwach świata (jazda ind. na czas)
- 1. miejsce na 2. etapie Renewi Tour
- 1. miejsce w mistrzostwach Europy (jazda ind. na czas)
- 1. miejsce w Chrono des Nations

2024
- 1. miejsce na 1. etapie O Gran Camiño
- 1. miejsce w mistrzostwach Wielkiej Brytanii (jazda ind. na czas)
- 4. miejsce w igrzyskach olimpijskich (jazda ind. na czas)
- 4. miejsce w mistrzostwach świata (jazda ind. na czas)

### Kolarstwo torowe
Opracowano na podstawie:

2021
- 1. miejsce w mistrzostwach Europy juniorów (omnium)
- 1. miejsce w mistrzostwach Europy juniorów (wyścig drużynowy na dochodzenie)

2022
- 3. miejsce w mistrzostwach Europy juniorów (wyścig indywidualny na dochodzenie)
- 3. miejsce w mistrzostwach Europy juniorów (wyścig drużynowy na dochodzenie)
- 3. miejsce w mistrzostwach Europy juniorów (madison)

## Rankingi

### Kolarstwo szosowe
| Rok             | 2023 | 2024 |
| --------------- | ---- | ---- |
| World Ranking   | 123. | 149. |
| UCI Europe Tour | 98.  | 121. |
|                 |      |      |
| Źródło: UCI     |      |      |